# TEPPEN (お笑いライブ)
TEPPEN（てっぺん）は、日本のお笑いライブである。
2006年10月30日、東京新宿で初開催された。
2008年からは主に東京都中野区で開催されている。開催回数は2021年9月で300回を超える。
お笑いライブの中では地下ライブの象徴とされ、ここから大きなライブに出演する様になる芸人も増えている。
キャッチコピーには「勝って、笑いの頂点目指せ！」や「波瀾万丈、笑いの戦場！」「お笑い戦線、異常アリ！」などがある。

## 経緯
- 2006年10月30日、1回目を開催
- 2007年3月5日、出演者が全て女性芸人のテッペンハニーを初開催
- 2007年4月4日、テッペン島を初開催
- 2008年3月23日、テッペン島から改名されたTEPPEN 予選を初開催
- 2008年11月9日、50回目を開催
- 2008年11月24日、出演者が全て学生芸人のテッペンカレッジを初開催
- 2009年2月21日、TEPPEN 予選から改名されたTEPPEN ZEROを初開催
- 2009年3月2日、TEPPEN 本選から改名されたTEPPEN MAXを初開催
- 2009年12月27日、100回目を開催
- 2011年7月8日、150回目を開催
- 2011年11月14日、TEPPEN ZEROから改名されたTEPPEN DASHを初開催
- 2018年10月2日、12周年記念スペシャルを開催[1]。
- 2019年8月12日、250回目を開催

## 主なライブ
- TEPPEN MAX（てっぺん まっくす）
  - TEPPENの中での上位ライブ。二組ずつがネタで対戦し、観客の投票により面白い方を決める対戦型。主に通算の対戦成績が勝ち越している芸人が出演する。さらにその中で勝ち抜く事により、一番面白い芸人としての称号「チャンピオン」が与えられ、「タイトルマッチ」と称して格闘技さながらにチャンピオンの座をかけたタイトルマッチが行われている。現在、コンビやトリオなどのグループのみで争われる「TEPPEN王座」と、ピン芸人のみで争われる「TEPPENピン王座」の2種類が存在する。
- TEPPEN DASH（てっぺん だっしゅ）
  - TEPPENの中での下位ライブ。二組ずつがネタで対戦し、観客の投票により面白い方を決める対戦型。主に通算の対戦成績が引き分け以下の芸人が出演する。このライブを勝ち抜いていくことでMAXに出演が可能になる、言わば「MAXへの出演権を賭けて争われる」ライブである。「通算の対戦成績が引き分け以下の芸人が出演」というコンセプトのため、MAXで行われる上記の「タイトルマッチ」はこちらでは一切行われない。
- TEPPEN PIN（てっぺん ぴん）
  - 出演者が全てピン芸人。観客の投票により面白い方を決める対戦型。
- テッペンハニー
  - 出演者が全て女性芸人か男女コンビのライブ。対戦型ではない。
- テッペンカレッジ
  - 出演者が全て学生芸人のライブ。観客の投票により1〜3位が決まる。
- テッペン大喜利
  - 大喜利ライブ。2010年2月16日初開催。
- テッペンエイド
  - チャリティーを目的としたライブ。
- TEPPEN ZERO（てっぺん ぜろ）
  - TEPPEN DASHの以前の名称。2011年11月にDASHに変更され、現在は使われていない。
- TEPPEN 本選
  - TEPPEN MAXの以前の名称。2009年にMAXに変更され、現在は使われていない。
- TEPPEN 予選
  - TEPPEN ZEROの以前の名称。2009年にZEROに変更され、現在は使われていない。
- トンガリ
  - 出演者は主に芸歴3年未満の芸人のライブ。対戦型ではない。

## 会場
なかの芸能小劇場やなかのZEROで行われる。かつては新宿バイタスや千本桜ホールや新宿ミラクルでも行われていたが、現在は中野以外では開催していない。

## タイトルホルダー

### TEPPEN王座
- 初代（2006年10月30日） - ビッグウェー部
- 2代目（2006年12月20日） - エコギャング
- 3代目（2007年5月28日） - ぺんぎんナッツ
- 4代目（2007年8月24日） - ザクマシンガン
- 5代目（2008年5月3日） - ワンインチ
- 6代目（2008年10月1日） - あがいん
- 7代目（2009年1月18日） - ケチン・ダ・コチン
- 8代目（2009年3月2日） - 高円寺パルサー
- 9代目（2009年8月3日） - マッサジル
- 10代目（2009年12月27日） - さるしばい
- 11代目（2010年2月9日） - ガシャァン
- 12代目（2010年2月27日） - ザ・アンモナイト
- 13代目（2010年7月12日） - 群青スパンキー
- 14代目（2010年12月6日） - ジグザグジギー
- 15代目（2014年5月28日） - や団
- 16代目（2014年8月25日） - ばろん
- 17代目（2015年3月5日） - はまこ・テラこ
- 18代目（2015年6月30日） - メイプル超合金

### TEPPENピンチャンピオン
- 初代（2008年8月17日） - マリッジブルーこうもと
- 2代目（2008年9月9日） - アキラボーイ
- 3代目（2008年11月1日） - 1、2の大心
- 4代目（2008年12月13日） - ゆみみ
- 5代目（2009年1月4日） - 中後有史
- 6代目（2009年1月18日） - アキラボーイ
- 7代目（2009年3月22日） - メンソールライト
- 8代目（2009年4月9日） - Jaaたけや
- 9代目（2009年7月10日） - くじら
- 10代目（2010年12月6日） - マリッジブルーこうもと

## 動画出演者
ここではTEPPENチャンネルにアーカイブされているライブの出演者を紹介する。
(条件として、1つの動画の再生数が5百回以上(2023年以降に限る)または三桁以上(2022年までの動画に限る)、コンビ・トリオがソロで活動している場合は除くこととする)
| イベント名 | 出演者 |  |
| ---------- | --- |  |
| 男性コンビ | ・花唄ファンファーレ・おしどり大名・凛凛パーカー・アカシア・ビッグボンバーズ ・発熱スニーカー・よだれどり・ソロデビュー's・有頂天タラコ ・フカミドリ・アマレス兄弟・勢司瑞季/翔季・イマジン ・ばいそん・オーケストラホルン・しめじ・ひよしなかよし ・ウォーターズ・ハウメニピーポー・サバ缶・センチネル ・きつね日和・メイオール(スーパースーザフォンマシーン)・アンコウズ ・ゆかりてるみ（現四天王)・ホタテーズ・ばいそん・ミベオノ・週刊少年ハート |  |
| 女性コンビ | ・チャイルドマインダー・あっぱれ婦人会・ぱずるず ・二階堂・かぎしっぽ・じゅるり・スマイルJK・足腰げんき教室・キャピツボ・いちばんかわいい・誠実フレグランス・ちょーちんあんこー・あまえんぼうポラリス・燃ゆるレジーナ・ハッスル女王 |  |
| ピン芸人   | ・マリッジスターこうもと・快児 ・蒼いまほろば・中根すあま・バーバラ鬼頭 ・ももたにかな・海豹・むろみさ・鬼塚ムソウ・志真うた ・志真うた・大村小町・膝小僧お仕置きストしんぺー ・高田ぽる子・猫柳ロミオ・石井てる美・牧野ステテコ ・ロイヤルミルクティー・紺野ぶるま ・快児・MOMIYA・冷蔵庫マン・さそり座ばいそん ・海豹・メルヘン須長・猫ひろし・けたさん・川座かな・樋口小梅・チャイマイれな・まつなみ・メイタイブキ・レオタードゆり                |  |
| 男女コンビ | ・下町ミュンスター・たぬきごはん・納言・ワンドール・てりやきポップコーン ・タンクセニョリータ・はまこテラこ・美獣・新宿のめるはける・戦慄のピーカブー・泣くなよ・しらすのこうげき！・フランポネ・ゆめまなこ・上海お米ワールド・ほうきのくに・ピンクアジフライ・親戚ポメラニアン・あたためてプリン |  |
| トリオ     | ・ブーメラン学園・パブロ学級・電波MAX・横須賀トライアングル・オタサーのヒメ・松戸クラス・ビューティフルボーイズ |  |